# Звонарёв, Борис Владимирович
Борис Владимирович Звонарёв (1899, Санкт-Петербург — 6 сентября 1944, Польша) — советский дипломат, разведчик.

## Биография
В 1918 году вступил в Рабоче-Крестьянскую Красную Армию.
В 1923 году окончил восточное отделение Военной академии РККА.
В 1923—1930 годах работал в Народном комиссариате иностранных дел СССР, являлся секретарем генерального консульства СССР в Токио.
С 1930 года служил в IV (разведывательном) Управлении Штаба РККА на различных должностях, в том числе в 1935—1936 годах возглавлял группу сотрудников Разведуправления РККА, которая занималась в НКВД расшифровкой перехваченной телеграфной переписки между Берлином и Токио.
В сентябре 1938 года был репрессирован, но через некоторое время реабилитирован.
С февраля 1941 года работал преподавателем заочного факультета Московского института востоковедения.
Принимал участие в Великой Отечественной войне.
С января 1944 года на должности помощника начальника оперативного отдела штаба 29-го стрелкового корпуса по информации, затем — начальник 1-го отделения штаба 73-й стрелковой дивизии.
Умер в результате ранения.
Похоронен в деревне Малкина-Гурия Рожанского повята Варшавского воеводства.

## Награды
- 1936 год — орден Красного Знамени.
- 1944 год — орден Отечественной войны I степени.

## Семья
Брат советской разведчицы Н. В. Звонарёвой.